# San Sebastián de los Ballesteros (kommun)
San Sebastián de los Ballesteros är en kommun i Spanien.   Den ligger i provinsen Province of Córdoba och regionen Andalusien, i den södra delen av landet, 300 km söder om huvudstaden Madrid. Antalet invånare är 833.